# Carl-Pulfrich-Preis
Der Carl-Pulfrich-Preis wird für besondere wissenschaftliche Leistungen auf den Gebieten Photogrammetrie, Fernerkundung und Geowissenschaften vergeben. Er ist benannt nach dem deutschen Physiker und Optiker Carl Pulfrich (1858–1927). Pulfrich gilt als der Begründer der Stereophotogrammetrie.
Der Preis wurde 1968 von der Firma Carl Zeiss Oberkochen für besondere wissenschaftliche, anwendungstechnische oder konstruktive Tätigkeiten auf dem Gebiet des Vermessungswesens in Verbindung mit geodätischen oder photogrammetrischen Instrumenten gestiftet und von ihr bis 1997 im zweijährlichen Rhythmus verliehen.
2001 wurde der Preis von dem Joint Venture Z/I Imaging der Firmen Carl Zeiss und Intergraph für Leistungen speziell auf den Gebieten der Photogrammetrie und der Fernerkundung ausgelobt und 2005 um das Gebiet der Geowissenschaften ergänzt. Seitdem Leica Geosystems 2011 die photogrammetrische Abteilung von Zeiss übernommen hat, stiftet diese den Preis.

## Preisträger
- 1969 – Manfred Bonatz
- 1971 – Karl Kraus
- 1973 – Jürgen Müller
- 1975 – Manfred Ruopp
- 1977 – Juhani Hakkarainen, Hartmut Schmidt
- 1979 – Hermann A. Klein
- 1981 – Heribert Kahmen
- 1983 – Charles C. Counselman III
- 1985 – Wolfgang Göpfert
- 1987 – Wolfgang Förstner, Heinrich Schewe
- 1989 – Peter Lohmann
- 1991 – Henrik Haggrén, Aloysius Wehr
- 1993 – Bart Beers, Kurt Nowak
- 1995 – Hans-Gerd Maas, Joachim Mönicke
- 1997 – Peter Frieß, Joachim Lindenberger
- 2001 – Claus Brenner
- 2005 – Zhang Li
- 2007 – Markus Gerke, Sönke Müller, Andreas Busch
- 2009 – Devrim Akca, Michael Cramer
- 2011 – Heiko Hirschmüller
- 2013 – Nicholas C. Coops, Norbert Haala
- 2015 – Christoph Stecha
- 2017 – Franz Rottensteiner
- 2019 – Bisheng Yang
- 2022 – Charles Toth